# جرالد هاوکینز
جرالد هاوکینز (انگلیسی: Gerald Hawkins؛ ۲۰ آوریل ۱۹۲۸ – ۲۶ مه ۲۰۰۳) ستاره‌شناس بریتانیایی-آمریکایی بود که برای فعالیت‌هایش در زمینهٔ باستان‌اخترشناسی شناخته می‌شود. کتاب رمزگشایی از استون‌هنج (به انگلیسی: Stonehenge Decoded) او که در سال ۱۹۶۶ چاپ شد نقطهٔ عطفی در مباحث مربوط روابط هندسی و ستاره‌شناختی در این اثر نوسنگی بود.